# Haku (gora)
Gora Haku (白山, Haku-san, Bela gora) ali gora Hakusan (običajno imenovana preprosto Hakusan) je mirujoči stratovulkan na Japonskem. Je na mejah prefektur Gifu in Išikava, na otoku Honšu. Gora Haku naj bi bila prvič aktivna pred 300.000 do 400.000 leti, zadnji izbruh pa se je zgodil leta 1659. Skupaj z gorama Tate in Fudži je ena od japonskih Treh svetih gora (三霊山, San -rei-zan).
Najvišji vrh gore, Gozenga-mine (御前峰) je tisti, zaradi katerega je gora visoka 2702 m. Skupaj s Ken-ga-mine (剣ヶ峰), ki je visok 2677 m in Ōnanji-mine (大汝峰), ki je visok 2648 m, trije vrhovi veljajo za 'Tri vrhove gore Haku' (白山).三峰 Hakusan San-mine). Včasih sta vključeni tudi gori Bessan in gori Sannomine, potem se imenuje 'pet vrhov gore Haku' (白山五峰 Hakusan go-mine).
Ker je zelo izrazita in jasno vidna z bližnje obale, je gora Haku še vedno videti bela, tudi potem ko so okoliške gore izgubile sneg, kar je ena od razlag za ime gore, ki pomeni 'bela gora'. Je tudi najzahodnejša gora na Japonskem, ki je visoka več kot 2000 m.

## Zgodovina in kultura
Taičō, gorski menih šugendo, se je prvi povzpel na goro Hakusan leta 717. Več sto let so ljudje prihajali v Haku zaradi molitev (白山信仰 Hakusan Šinkō). Na gori je podružnično svetišče Širajama Hime, ki je služilo kot Ičinomija za provinco Kaga. Svetišče Širajama Hime je glavno svetišče (総本社, sō-honša) od približno 2000 svetišč Hakusan (白山神社, Hakusan džindža) na Japonskem. Leta 1980 je bilo 48.000 ha veliko območje razglašeno za Unescov biosferni rezervat.

## Narava
Gora Haku je bila leta 1955 imenovana za kvazi-narodni park. Narodni park je nastal leta 1962 in se preimenoval v Narodni park Hakusan. Ker ima osrednji del gore precej prepaden teren, je zelo malo cest in posledično malo človekovega vdora v to območje. Vdor človeka omejuje tudi razglasitev parka za varstveno območje prosto živečih živali, ki pokriva več kot 38.061 ha. Park se razteza čez meje gore v prefekturo Tojama.

### Geološke značilnosti
Območje, ki obdaja goro Haku, je eno redkih na Japonskem, ki vsebuje izdanke iz jurskega obdobja mezozoika. Na tem območju je bilo najdenih veliko japonskih tipičnih primerov fosilov dinozavrov. Eden večjih kamnitih izdankov je na območju Kuvašime in je znan kot fosilni zid Kuvašime (桑島化石壁 Kuvašima Kasekikabe).
Ker je gora mirujoči vulkan, je znana po številnih onsenih.

### Rastlinstvo
Gora Haku je znana po raznolikem rastlinstvu. Ob poti Sabō, potem ko gremo mimo Džinosuke Lodge, najdemo alpske rastline, med njimi čokoladna lilijo (Fritillaria camschatcensis), ki je prefekturna rastlina Išikava.
Obstaja veliko alpskih rastlin, ki imajo v imenu Hakusan. Med njimi so Primula cuneifolia (Hakusan Kozakura), Anemone narcissiflora (Hakusan Ičige - kobulasta vetrnica), Dactylorhiza (Hakusan Čidori - kukavičevka), Geranium yesoemse (Hakusan Fuuro) in Rhododendron brachycarpum (Hakusan Shakunage). Te rastline lahko najdemo na številnih gorah po vsej Japonski, vendar so jih najprej odkrili in poimenovali ob starejših pohodniških poteh, ki vodijo do svetišča Hakusan.
| Čokoladna lilija (Kuro Juri) | Primula cuneifolia (Hakusan Kozakura) | Anemone narcissiflora (Hakusan Ičige) | Dactylorhiza aristata (Hakusan Čidori) |
| ---------------------------- | ------------------------------------- | ------------------------------------- | -------------------------------------- |
|                              |                                       |                                       |                                        |

### Živalstvo
Planinski orel, prefekturna ptica Išikave, živi na pobočju gore Haku. Na pobočjih je nekoč živela tudi belka, prefekturna ptica Gifuja. V obdobju Meidži je celotna populacija belke na gori izginila; kljub temu pa so lokalni prebivalci pred kratkim zabeležili opazovanje belke.

## Pohodne poti
Tri najbolj uporabljene pohodniške poti so pot Kankō (観光新道 Kankō Šinmiči), pot Sabō (砂防新道 Sabō Šinmiči) in pot Hirase (平瀬道 Hirase-dō). Tako pot Kankō kot pot Sabō izvirata iz mesta Hakusan v prefekturi Išikava, pot Hirase pa se začne pri jezu Ōširakava (大白川ダム) v prefekturi Gifu.
Ker je območje zavarovano kot nacionalni park, je na gori narejenih zelo malo poti. Čeprav so zgoraj naštete poti dovolj enostavne za pohod gor in dol v enem dnevu, lahko druge poti zaradi neočiščenih poti in grobega terena trajajo dva ali tri dni.

## Galerija
- Vrh Gozengamine (gora Haku) in Ōnandžimine
- Svetišče Hakusan v Murodo in Gozengamine
- Vulkanski krater (Midoriga-ike)
- Gora Haku v vsakem letnem času
- Gora Haku iz Midagahare
- Vrh Kengamine z vrha Gozengamine
- Gora Haku vzhodno od gore Hideri
- Gora Bessan z vrha Gozengamina